# Koert Thalén
Koert Thalén (* 16. Februar 1987 in Hoogezand-Sappemeer) ist ein ehemaliger niederländischer Fußballspieler.

## Leben

### Karriere
Thalen spielte in der Jugend für VEV '67 und FC Groningen. In spielte er nur ein Spiel in der ersten Mannschaft in der Eredivisie am 23. Oktober 2005 gegen ADO Den Haag. Im Sommer 2008 verließ er den FC Groningen und schloss sich den AGOVV Apeldoorn an. In der Saison 2008/2009 bestritt er für die AGOVV neun Spiele in der Eerste Divisie und wechselte nach dem Ende der Saison zu Gelders Veenendaalse Voetbal Vereniging. Nachdem er bei GVVV immer wieder mit Verletzungen zu kämpfen hatte, beendete er im Sommer 2011 seine aktive Karriere.

### Privates
Sein Vater Jan Thalen spielte elf Jahre lang, für seinen Jugendverein VEV '67. Seit seiner Sportinvalidität, lebt er wieder in Leek.